# کوپوسینا (ولیکا پلانا)
کوپوسینا (به صربی: Kupusina) یک منطقهٔ مسکونی در صربستان است که در ولیکا پلنا واقع شده‌است. کوپوسینا ۲۶۷ نفر جمعیت دارد.